# Kagami Kenkichi

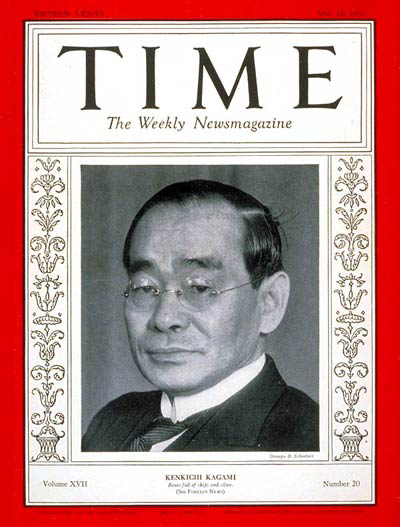
Kagami, Time Magazin 1931

Kagami Kenkichi (japanisch 各務 鎌吉; geboren 3. Februar 1869 in der Präfektur Gifu; gestorben 27. Mai 1939 in Tokio) war ein japanischer Unternehmer, der von der Meiji- bis zur frühen Shōwa-Zeit aktiv war. Er wurde bekannt als „Vater der Sachversicherung“.

## Leben und Wirken
Kagami Kenkichi wurde als zweiter Sohn eines Landwirts in der Präfektur Gifu geboren. Nach seinem Abschluss an der „Tōkyō High School of Commerce“ (東京高等商業学校, Tōkyō kōtō shōgyō gakkō) – heute Hitotsubashi-Universität, nahm er 1891 seine Arbeit bei der „Tōkyō Marine Insurance Company“ (東京海上保険会社, Tōkyō kaijō hokenkaisha) auf. Er untersuchte das Versicherungsgeschäft in London und strukturierte auf der Grundlage der Ergebnisse die Unternehmensführung erfolgreich um, indem er die Auslandsagenten des Unternehmens liquidierte, das Buchhaltungssystem überarbeitete und das Kapital reduzierte.
Nach seiner Tätigkeit als Vertriebsleiter in der Zentrale und leitender Geschäftsführer wurde Kagami 1925  Vorstandsvorsitzender und trug zeitlebens zur Entwicklung des Unternehmens bei und baute es zu einem großen globalen Versicherungsunternehmen aus. Neben seiner Tätigkeit als Direktor von Versicherungsgesellschaften wie „Meiji Fire“ (明治火災, Meiji kasai) und einem führenden Manager in der Sachversicherungsbranche widmete er sich der Gründung und dem Betrieb der „Dai Nippon Fire Insurance Association“ (大日本火災保険協会, Dainihon kasai hoken kyōkai) und der „Nippon Marine Insurance Association“ (日本海上保険協会, Nippon kaijō hoken kyōkei).
In seinen späteren Jahren war er gleichzeitig Präsident von „Nippon Yūsen“ und Direktor von „Mitsubishi-Zentrale“. Darüber hinaus war er in der Finanzwelt als Vertreter eines Mitsubishi-Tochterunternehmens aktiv, fungierte als Mitglied des Kabinettsrats und als Berater des Finanzministeriums und wurde außerdem zum Geschäftsführer der „Japan Economic Federation“ ernannt. Er wurde auch zum Mitglied in das Oberhause des Parlaments gewählt.